# Kreatief
Kreatief was een Vlaams literair tijdschrift. Het stond onder hoofdredactie van literair criticus Lionel Deflo, door wie het samen met Thierry Deleu in 1966 werd opgericht. In Kreatief stonden essays, interviews, vertalingen, polemiek en recensies waarin gekeken werd naar de relatie van literatuur, kunst en maatschappij. Het verscheen iedere drie maanden en telde per jaargang vijf nummers, waaronder een dubbelnummer. Diverse malen zijn (thema)uitgaven van Kreatief later uitgebracht in boekvorm. Wegens teruglopende subsidies kwam er in 2003 een einde aan het tijdschrift. 

## Redactie
- Ludo Abicht
- Jaak Fontier
- Stefaan Van den Bremt
- Hedwig Verlinde
- Koen Vermeiren